# Egon Schidan
Egon Schidan (* 16. September 1930 in Düsseldorf; † 7. August 2002) war ein deutscher Boxer.

## Werdegang
Egon Schidan der für den Boxring Düsseldorf boxte, wurde von 1951 bis 1953 dreimal in Folge Deutscher Meister im Bantamgewicht. Bei den Olympischen Sommerspielen 1952 in Helsinki unterlag er im Bantamgewichtsturnier in seinem Achtelfinalkampf dem US-Amerikaner Davey Moore. 
Beruflich war Schidan beim Kulturamt der Stadt Düsseldorf tätig.